# رود دروري
رود دروري (بالإنجليزية: Rod Drury)‏ هو شخصية أعمال نيوزيلندي، ولد في 1967.